# 河井真奈
河井 真奈（かわい まな）は、女性ファッション誌を中心に活躍するスタイリスト。株式会社インターラクト取締役。

## 人物
近年では、アクセサリー、カバン、帽子などのメーカーとの共同開発、店頭ディスプレイのアドバイザー、企業向けのファッション・コディネートの講師などを務めている。フジテレビジョン・映画プロデューサー河井真也の実妹。

## 来歴
奈良県出身。青山学院女子短期大学家政学科卒業後、東映株式会社に入社。
1987年に同社を退社後、独立後、フリーのスタイリストになる。
1991年に、夫であるゲームアナリストの平林久和と株式会社インターラクトを設立。同社・取締役に就任し現在に至る。

## 著作
- 『絶対美人アイテム100』　文藝春秋

## 主な講演
- 桝山寛＋平林久和＋河井真奈「テレビゲームとファッション -- 作品と商品のはざまで」神戸ファッション美術館等。